# James Wade (giocatore di freccette)
James Martin Wade, meglio noto come James Wade, noto anche con lo pseudonimo di The Machine (pronuncia inglese [ʤeɪmz wɛ́jd]; Aldershot, 6 aprile 1983), è un giocatore di freccette inglese.
Attualmente tesserato nella Professional Darts Corporation (PDC), è diventato il giocatore più giovane a vincere un importante titolo PDC al World Matchplay nel 2007, all'età di 24 anni. Questo record è stato battuto quando Michael van Gerwen ha vinto il Gran Premio del mondo 2012 all'età di 23 anni.
Ha vinto il World Matchplay nel 2007 e il Gran Premio del mondo nel 2007 e 2010, lo UK Open nel 2008 e 2011, la Premier League nel 2009, la Championship League nel 2010, i Masters nel 2014, il Campionato Europeo e le World Series Finals of Darts nel 2018. Wade si è classificato al secondo posto nell'Ordine al merito del PDC. Deve ancora vincere il Campionato mondiale di freccette PDC, con le semifinali che sono il suo miglior risultato.
Wade ha iniziato la sua carriera nel British Organization of Darts (BDO) nel 2001 prima di entrare a far parte della Professional Dart Corporation (PDC) nel 2004. La sua migliore prestazione in un importante torneo BDO è arrivata al International Darts League nel 2004 e 2007, raggiungendo i quarti di finale in entrambe le occasioni.

## Inizio di carriera
Wade ha preso sul serio il gioco delle freccette all'età di 14 anni, vincendo il Basingstoke Open. Ha raggiunto la finale del British Classic nel 2001 all'età di 18 anni, perdendo contro John Walton e l'anno successivo vince lo Swiss Open. Wade ha fatto il suo debutto televisivo al Campionato del Mondo BDO 2003, perdendo 2-3 al primo turno contro Dennis Harbour, sprecando otto freccette per vincere la partita nel quarto set. In altri eventi del BDO Open nel 2003, ha raggiunto la finale del Norway Open, le semifinali dell'Open Belga e i quarti di finale di quello dell'Olanda.
Al Campionato mondiale BDO 2004, batte Shaun Greatbatch 3-0 al primo turno, prima di perdere contro Darryl Fitton. Più tardi, nel 2004, ha raggiunto una serie di quarti di finale tra cui il German Open, l'Isle of Man Open e il prestigioso International Darts League a maggio, che sarà il suo ultimo torneo come giocatore affiliato al BDO.

## Carriera

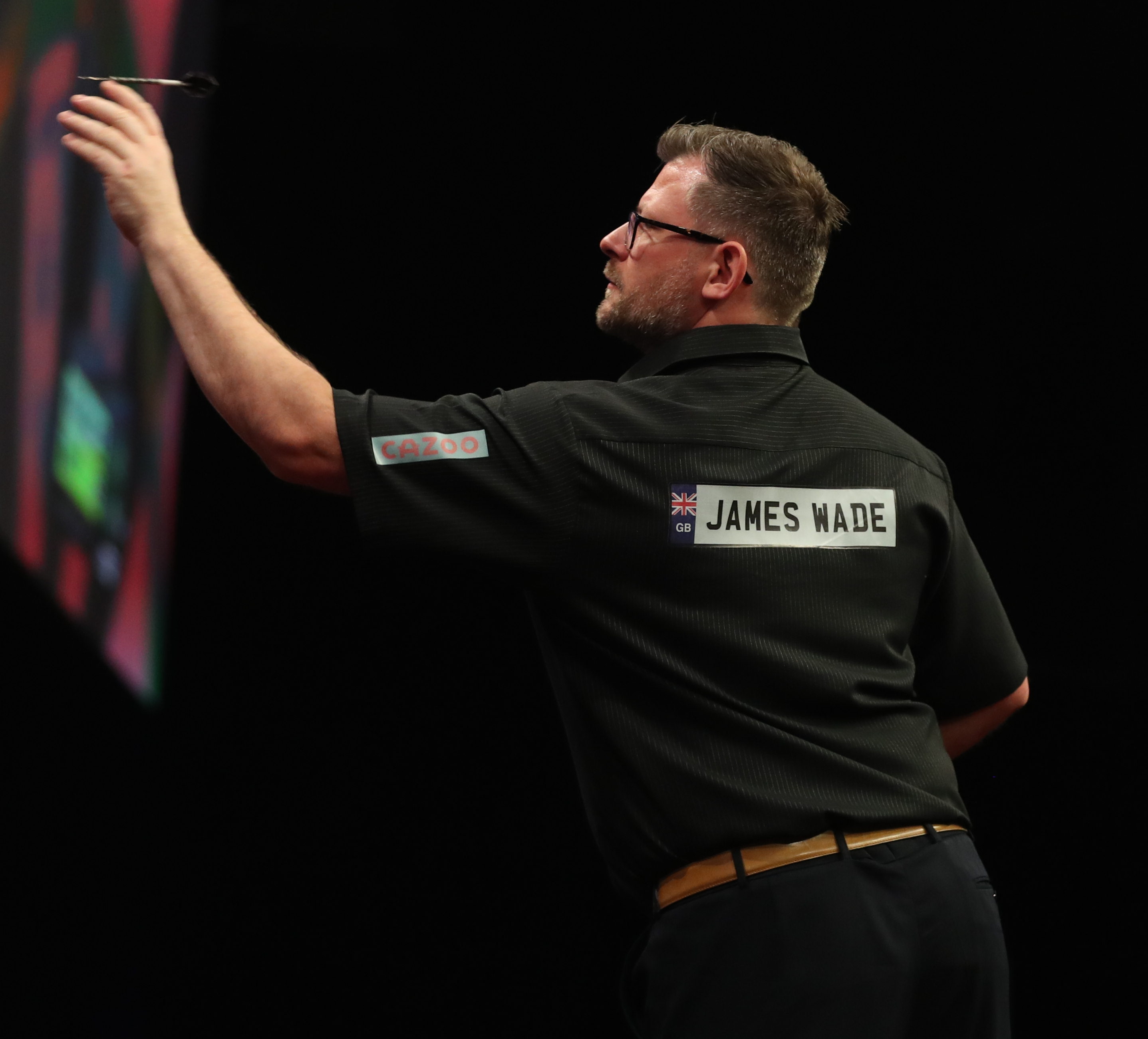
James Wade (2022)

### Tesseramento con PDC
Nel maggio 2004, Wade prende la decisione di rinunciare al suo posto automatico nel Trofeo mondiale di freccette del 2004 e nel Campionato Mondiale BDO del 2005 per entrare a far parte del Professional Darts Corporation (PDC). Il suo primo major PDC sarà lo UK Open del 2004, dove viene eliminato 8-7 nel quarto round da Colin Lloyd. Superando le qualificazioni al campionato del mondo, intraprende il suo Campionato mondiale di freccette PDC di debutto nel 2005, perdendo 3-0 al primo turno contro Mark Holden. Wade si riprende presto e vince gli Irish Masters entrando per la prima volta nei primi 32 al mondo. Perde 11-4 contro Peter Manley ai sedicesimi dello UK Open e 3-1 contro Roland Scholten ai sedicesimi del Classico del deserto di Las Vegas (dopo aver battuto l'esperto Ronnie Baxter nel round precedente). Nel suo secondo Campionato Mondiale perde di nuovo al primo turno, questa volta 3-2 contro Wayne Jones.

## Cronologia delle prestazioni
BDO
| Torneo                     | 2002 | 2003 | 2004                  | 2005                  | 2006                  | 2007                  |
| -------------------------- | ---- | ---- | --------------------- | --------------------- | --------------------- | --------------------- |
| BDO World Championship     | NQ   | 1R   | 2R                    | Non più un membro BDO | Non più un membro BDO | Non più un membro BDO |
| Winmau World Masters       | 2R   | 2R   | Non più un membro BDO | Non più un membro BDO | Non più un membro BDO | Non più un membro BDO |
| Zuiderduin Masters         | RR   | RR   | Non più un membro BDO | Non più un membro BDO | Non più un membro BDO | Non più un membro BDO |
| International Darts League | NT   | RR   | QF                    | NG                    | NG                    | QF                    |
| World Darts Trophy         | NQ   | 2R   | NG                    | NG                    | NG                    | 1R                    |

PDC
| Torneo                             | 2002       | 2003       | 2004       | 2005       | 2006       | 2007       | 2008       | 2009       | 2010       | 2011       | 2011       | 2012            | 2013            | 2014            | 2015            | 2016            | 2017            | 2018            | 2019            | 2020            | 2021       |
| ---------------------------------- | ---------- | ---------- | ---------- | ---------- | ---------- | ---------- | ---------- | ---------- | ---------- | ---------- | ---------- | --------------- | --------------- | --------------- | --------------- | --------------- | --------------- | --------------- | --------------- | --------------- | ---------- |
| Eventi televisivi classificati     |            |            |            |            |            |            |            |            |            |            |            |                 |                 |                 |                 |                 |                 |                 |                 |                 |            |
| PDC World Championship             | Non-PDC    | Non-PDC    | Non-PDC    | 1R         | 1R         | 3R         | QF         | SF         | QF         | 2R         | 2R         | SF              | SF              | QF              | 2R              | QF              | QF              | 1R              | 4R              | 3R              | 3R         |
| UK Open                            | NT         | 4R         | 4R         | 6R         | 3R         | 5R         | W          | 3R         | QF         | W          | W          | 3R              | QF              | 5R              | 5R              | 3R              | 3R              | 4R              | 6R              | 6R              | W          |
| World Matchplay                    | Non-PDC    | Non-PDC    | NQ         | NQ         | F          | W          | F          | QF         | SF         | F          | F          | F               | SF              | QF              | F               | 1R              | 1R              | 2R              | QF              | 2R              | 1R         |
| World Grand Prix                   | Non-PDC    | Non-PDC    | NQ         | 1R         | QF         | W          | 1R         | 1R         | W          | SF         | SF         | 1R              | SF              | F               | 1R              | 1R              | 1R              | 1R              | 2R              | 1R              |            |
| European Championship              | Non tenuto | Non tenuto | Non tenuto | Non tenuto | Non tenuto | Non tenuto | 2R         | SF         | 1R         | QF         | QF         | 1R              | 2R              | 1R              | 2R              | SF              | NQ              | W               | 1R              | F               |            |
| Grand Slam of Darts                | Non tenuto | Non tenuto | Non tenuto | Non tenuto | Non tenuto | 2R         | 2R         | 2R         | F          | 2R         | 2R         | RR              | QF              | 2R              | 2R              | F               | 2R              | 2R              | 2R              | F               |            |
| Players Championship Finals        | Non tenuto | Non tenuto | Non tenuto | Non tenuto | Non tenuto | Non tenuto | Non tenuto | SF         | 1R         | 2R         | QF         | 1R              | 1R              | 1R              | 2R              | 2R              | QF              | 3R              | 3R              | 1R              |            |
| Eventi televisivi non classificati |            |            |            |            |            |            |            |            |            |            |            |                 |                 |                 |                 |                 |                 |                 |                 |                 |            |
| The Masters                        | Non tenuto | Non tenuto | Non tenuto | Non tenuto | Non tenuto | Non tenuto | Non tenuto | Non tenuto | Non tenuto | Non tenuto | Non tenuto | Non tenuto      | SF              | W               | QF              | SF              | 1R              | QF              | F               | 1R              | QF         |
| Premier League Darts               | Non tenuto | Non tenuto | Non tenuto | NG         | NG         | NG         | F          | W          | F          | 5th        | 5th        | SF              | SF              | NG              | 7th             | 6th             | 7th             | NG              | SF              | NG              | 6th        |
| Champions League of Darts          | Non tenuto | Non tenuto | Non tenuto | Non tenuto | Non tenuto | Non tenuto | Non tenuto | Non tenuto | Non tenuto | Non tenuto | Non tenuto | Non tenuto      | Non tenuto      | Non tenuto      | Non tenuto      | SF              | NQ              | NQ              | RR              | NT              |            |
| PDC World Cup of Darts             | Non tenuto | Non tenuto | Non tenuto | Non tenuto | Non tenuto | Non tenuto | Non tenuto | Non tenuto | 2R         | NT         | NT         | Non qualificato | Non qualificato | Non qualificato | Non qualificato | Non qualificato | Non qualificato | Non qualificato | Non qualificato | Non qualificato | SF         |
| World Series of Darts Finals       | Non tenuto | Non tenuto | Non tenuto | Non tenuto | Non tenuto | Non tenuto | Non tenuto | Non tenuto | Non tenuto | Non tenuto | Non tenuto | Non tenuto      | Non tenuto      | Non tenuto      | QF              | 2R              | SF              | W               | 2R              | SF              |            |
| Grandi eventi passati              |            |            |            |            |            |            |            |            |            |            |            |                 |                 |                 |                 |                 |                 |                 |                 |                 |            |
| Las Vegas Desert Classic           | Non-PDC    | Non-PDC    | 1R         | 2R         | NQ         | 1R         | F          | SF         | Non tenuto | Non tenuto | Non tenuto | Non tenuto      | Non tenuto      | Non tenuto      | Non tenuto      | Non tenuto      | Non tenuto      | Non tenuto      | Non tenuto      | Non tenuto      | Non tenuto |
| Championship League                | Non tenuto | Non tenuto | Non tenuto | Non tenuto | Non tenuto | Non tenuto | RR         | SF         | W          | RR         | RR         | RR              | RR              | Non tenuto      | Non tenuto      | Non tenuto      | Non tenuto      | Non tenuto      | Non tenuto      | Non tenuto      | Non tenuto |
| Statistiche di Carriera            |            |            |            |            |            |            |            |            |            |            |            |                 |                 |                 |                 |                 |                 |                 |                 |                 |            |
| Ranking annuale                    | Non-PDC    | Non-PDC    | 44         | 27         | 11         | 3          | 3          | 3          | 2          | 3          | 3          | 3               | 6               | 6               | 6               | 6               | 11              | 9               | 8               | 7               | 4          |

| Legenda della tabella delle prestazioni | Legenda della tabella delle prestazioni | Legenda della tabella delle prestazioni | Legenda della tabella delle prestazioni | Legenda della tabella delle prestazioni | Legenda della tabella delle prestazioni | Legenda della tabella delle prestazioni | Legenda della tabella delle prestazioni |
| --------------------------------------- | --------------------------------------- | --------------------------------------- | --------------------------------------- | --------------------------------------- | --------------------------------------- | --------------------------------------- | --------------------------------------- |
| NG                                      | Non ha giocato nell'evento              | NQ                                      | Non qualificato nell'evento             | NF                                      | Non ancora fondato                      | #R                                      | Perso nei primi turni del Torneo        |
| QF                                      | Perso ai Quarti di Finale               | SF                                      | Perso in Semifinale                     | F                                       | Perso in Finale                         | W                                       | Ha vinto il Torneo                      |